# Wu Hu
Per altres usos, vegeu Wuhu.
Wu Hu (xinès tradicional: 五胡, xinès simplificat: 五胡, pinyin: Wǔ Hú, literalment 'Cinc tribus bàrbares') era un terme xinès usat per denominar a les tribus nòmades del nord no xineses que van causar l'aixecament Wu Hu, i establiren els Setze Regnes del 304 al 439 CE. Aquestes cinc tribus eren els xiongnu, els jie, els sienpei, els di i els qiang.
Aquestes tribus originalment residien fora dels territoris xinesos però gradualment van anar desplaçant-se al sud durant els turbulents anys compresos entre la Dinastia Han Oriental i els Tres Regnes. Fins aleshores s'havia aconseguit detenir el seu avanç però van aprofitar la debilitat del govern central per a estendre el seu territori fins a les terres de la fèrtil Planúria del Nord de la Xina.